# 王丘
王丘（7世纪？—743年），字仲山，相州安陽（今河南省安阳市）人。光禄卿王同皎从兄太子左庶子王同晊的儿子。開元年間，歷任考功員外郎、紫微舍人（中书舍人）、吏部侍郎、尚書左右丞、黃門侍郎。为父丁憂，服丧已毕，担任右散騎常侍、知制誥。升任为御史大夫，轉任太子賓客。官至禮部尚書。去世後，贈荊州大都督。
王丘善於詞賦，《全唐詩》收录其詩三首，《全唐文》收录其文二篇。

## 生平
年幼时擢童子科，後登制科，任命为奉禮郎。長安年间，担任監察御史。開元初年，升任为考功員外郎。之前，考功舉人，大行請託之风，取士泛濫，每年至數百人，王丘一一考核其實材，登科之人僅滿一百。朝議以為自武則天已後數十年，没有比得上王丘的，其次為席豫、嚴挺之。三次升遷担任紫微舍人，因知制誥之勤，加朝散大夫，再轉任吏部侍郎。多年典選，被稱为平允。擢升任用山陰尉孫逖、桃林尉張鏡微、湖城尉張晉明、進士王泠然，都被稱为一時之秀。不久改任尚書左丞。
開元十一年（723年），拜为黃門侍郎。其年，山東大旱，朝議選朝臣為刺史来安撫貧民，唐玄宗下制：「昔咎繇與禹言曰：『在知人，在安人。』此皆念存邦本，光於帝載，乾乾夕惕，無忘一日。而長吏或不稱，蒼生或未寧，深思循良，以矯過弊，仍重諸侯之選，故自朝廷始之。」於是以王丘為懷州刺史，又以中書侍郎崔沔等數人都担任山東諸州刺史。到任，他们都没有可稱道的地方，只有王丘在職清正嚴肃，吏民都畏惧仰慕。之后又分知吏部選事，入朝為尚書左丞，为父丁憂去職，服丧已毕，担任右散騎常侍，依然知制誥。
開元二十一年（733年），侍中裴光庭病故，中書令蕭嵩與王丘有舊交，將推薦王丘知政事，担任宰相，王丘知道后推辭，而且盛重推薦尚書右丞韓休，蕭嵩因而上奏。韩休为相，于是推薦王丘代崔琳為御史大夫。王丘不善言詞，陈奏多不稱旨。轉任太子賓客，襲父爵为宿預县男，后来因病拜禮部尚書，聽任致仕。

## 評價
王丘雖歷任要職，固守清正儉约，未嘗接受他人饋赠，宅第车馬，非常敝陋。致仕之後，藥物有时都供给不足。玄宗听说后赞嘆，为其下制：「王丘夙負良材，累升茂秩，比緣疾疹，假以優閒。聞其家道屢空，醫藥靡給，久此從宦，遂無餘資。持操若斯，古人何遠！且優賢之義，方冊所先，週急之宜，沮勸攸在。其俸祿一事已上，並宜全給，式表殊常之澤，用旌貞白之吏。」天寶二年（743年）去世，贈荊州大都督。